# Athripsodes commutatus
Athripsodes commutatus là một loài Trichoptera trong họ Leptoceridae. Chúng phân bố ở miền Cổ bắc.